# Antal Vattay
Antal Vattay, madžarski feldmaršal, * 13. avgust 1891, † 2. november 1966.